# Gilbert Desmit
Gilbert Desmit (* 21. September 1937 in Brügge) ist ein ehemaliger belgischer Schwimmer, der auf die Bruststrecken spezialisiert war.
Desmit war 1956 und 1960 zweifacher Olympiateilnehmer. Bei seinem Debüt bei den Olympischen Sommerspielen 1956 in Melbourne wurde er über 200 Meter Brust in seinem Vorlauf Vierter und verfehlte die Qualifikation für das Finale. Vier Jahre später bei den Sommerspielen in Rom erreichte er über die gleiche Strecke das Halbfinale, wo ihm als Sechster der Einzug ins Finale nicht gelang.